# Calle Magnus Blikstad
La Calle Magnus Blikstad es una calle de Gijón, en la comunidad autónoma española de Asturias. Transcurre entre la plaza del Humedal y la avenida de la Constitución y su código postal es el 33207.
El nombre de la calle hace referencia a Magnus Blikstad y Hauff, filántropo noruego benefactor de instituciones locales como el Ateneo - Casino Obrero, a cuya fundación en 1881 contribuyó y que colocó una placa con su nombre en 1919 que aún se conserva en un lateral del edificio de la Gota de Leche tras ser retirada durante la guerra civil española. Nombrado Hijo Adoptivo de Gijón, falleció en 1926 en su país natal.
El acuerdo municipal que otorgó su actual nombre a la Calle Magnus Blikstad data del 18 de diciembre de 1909. Con anterioridad la vía recibió los nombres de carretera del Obispo y carretera del Humedal.
Edificios representativos de esta calle son la estación de autobuses, propiedad exclusiva de ALSA y la Gota de Leche. La primera fue proyectada en 1939 por los Del Busto, arquitectos representantes de una corriente denominada "racionalismo de consumo". El edificio conjuga planos rectos y curvos con cornisas escalonadas en el frontón, en el que también hay un rótulo de neón, presidido todo ello por una sobria torre-reloj. La Gota Leche, nombre popular de la Casa del Niño o Instituto de Puericultura de Gijón, se construyó entre 1922 y 1933 según planos de Miguel García de la Cruz. Es una construcción de corte regionalista, inspirada en la típica casa unifamiliar montañesa con torre, amplios aleros y jardín. 